# 唱行寺 (市川市)
唱行寺（しょうぎょうじ）は、千葉県市川市柏井町にある日蓮宗の寺院。山号は今島山。太鼓の霊場とも称される。旧本山は大本山法華経寺。達師法縁。

## 歴史
本寺は、応永年間（1260年 – 1261年）に首題房日唱によって開かれたという。
清澄寺で法華経信仰を宣言した日蓮がこの地に立ち寄った際に、元々称名念仏を信仰していた鐘阿弥を教化し、首題房の名を授けた。その後、松葉ヶ谷の法難を避けた日蓮が再びこの地に立ち寄ったとき、首題房に日唱の法号を授与し、要請に応えて開堂供養を行ったのが本寺の縁起である。そして、日唱が題目を唱える際に鉦鼓を打つことの許しを請うたのに対して、日蓮が太鼓を打つように薦めたことが「太鼓の霊場」と称される由来である。
なお、この寺には1701年（元禄14年）3月勅使下向の際の幕府接待役であった浅野長矩が江戸城松之大廊下で高家肝煎吉良義央を切りつけた時に長矩を取り押さえた幕府旗本梶川頼照の父母の墓がある。

## 文化財
- 市川市指定文化財一覧を参照。

## 旧末寺
日蓮宗は昭和16年（1941年）に本末を解体したため、現在では、旧本山、旧末寺と呼びならわしている。
- 正法山本行寺（船橋市旭町）
- 正光山行伝寺（船橋市前貝塚町）

## 所在地
- 千葉県市川市柏井町1-1696

## 関連資料
- 日蓮宗寺院大鑑編集委員会『宗祖第七百遠忌記念出版 日蓮宗寺院大鑑』大本山池上本門寺 (1981年)
- 市川智康『日蓮聖人の歩まれた道』水書房